# Fontaines stadier
Fontaines stadier er en inddelingsskala til beskrivelse af arteriel insufficiens (svækket funktion af pulsåresystemet) i underekstremiteterne (ben og fødder). Som regel rammes underekstremiteterne hårdest/først ved arteriel insufficiens, da de er længst væk fra hjertet, men også hjernens arterier og kranspulsåren rammes (i form af angina pectoris = hjertekramper). Ved løsrivelse af fedt- og kalkaflejringer kan en sådan "klump" (embolus = løsrevet "blodprop") blokere arterier (pulsårer), som er forsnævrede. Dette kan også forekomme i hjerte og hjerne og have dødelig udgang.

## Stadier

### Fontaines stadie 1
Indebærer hypertension (forhøjet blodtryk), hyperkolesterolæmi (forhøjet kolesteroltal), aterosklerose/arteriosclerose (åreforkalkning). En patient, der befinder sig i Fontaines stadie 1 oplever typisk ingen subjektive symptomer (gener), og diagnosen stilles af egen læge via blodprøve, blodtryksmåling og evt. ultralysscanning. 
Hver dag opstår der flere bittesmå rifter i pulsårerne, hvilket er en helt naturlig del af at være menneske. Hudens egen forsvarsmekanismer sørger for at vi ikke forbløder ved at "lappe" disse rifter med trombocyter ("reparationsceller"), som er en del af blodmassen. Disse trombocytter klumper sig sammen og blokerer rifterne.  
Når blodtrykket stiger (fx pga. stress, overvægt, væskeophobning, m.m.) øges hyppigheden af små riftdannelser. Når trombocyterne klumper sammen, skaber de små ujævnheder i de ellers glatte karvægge.  
Er kolesteroltallet for højt, betyder det, at der er for mange fedtsyrestoffer i blodet, og disse kan klumpe sig sammen i ujævnhederne (trombocytklumperne) og således forsnævres karret. Den næring, der transporteres ud i kroppen indeholder bl.a. kalk, som er basisk. Da fedtsyrerne er sure (pH), vil de tiltrække basiske stoffer. Det betyder, at der i fedtaflejringerne også bindes kalk (åreforkalkning), hvilket dels bidrager til en yderligere forsnævring af pulsårerne, og dels virker stivgørende. Når karrene er blevet stive, er det endnu mere udsatte i forhold til det forhøjede blodtryk og flere smårifter opstår således i pulsårerne. Det er altså en såkaldt "ond spiral". 
En vigtig faktor i behandlingen er livsstilsændring (fx vægttab, kostændring, mindre stressende job/hverdag m.m.) for at forsøge at nedsætte blodtryk og kolesteroltal og dermed åreforkalkningens udbredelse.  
Også medicinsk behandling kan komme på tale i samråd med egen læge. 
Først når en/flere pulsårer er to tredjedele tillukkede, vil patienten opleve gener, hvormed vedkommende bevæger sig over i næste stadie.

### Fontaines stadie 2
Indebærer claudicatio intermittens/belastningsmuskeliskæmi, der på dansk kaldes mange forskellige ting, men mest korrekt er velsagtens lægkramper eller belastningssmerter. Mere talesporgsprægede udtryk er "vindueskiggersyndrom", der hentyder til et behov for hyppige pauser ved gang, hvor man så kan bruge tiden på at kigge vinduer. Og "rygerben" bruges til at beskrive lidelsen, selvom patienter i Fontaines stadie 2 langt fra alle er/har været rygere. Dog har det en vis relevans at være ekstra opmærksom på rygning, da tobaksrygning virker karsammentrækkende med op mod 40%, hvorved pulsårens volumen/"rørstørrelse" mindskes.  
Årsagen til belastningssmerterne er en forværring i åreforkalkningen, som besværliggør hjertets og pulsårernes arbejde med at transportere ilt og næring ud i kroppen. Kroppens muskler kan arbejde i en kort periode uden ilt (anaerobt), hvilket fx udnyttes i 100 meterløb. Men når kroppens muskulatur skal arbejde længere tid, er der brug for ilt (aerobt). Får muskulaturen ikke ilt nok, vil den begynde at producere mælkesyre, som vil bevirke krampende smerter, der vil forsvinde igen efter en lille pause via venesystemet (blodåresystemet). 
Hos en patient med claudicatio intermittens, er karvoluminet ("rørstørrelsen") forsnævret så meget (2/3 +), at der ikke kommer ilt nok til muskulaturen, når den skal arbejde aerobt - fx gå en tur. Det betyder, at disse patienter vil opleve lægkramper cirka for hver 50-200 m de går, og derfor må stoppe op og vente, til kramperne stopper. 
Den umiddelbare reaktion ville måske være at holde op med at gå, men dette vil forværre tilstanden. I stedet bør såkaldt gangtræning igangsættes. Går man fx tre skridt længere, når kramperne opstår (og øger gradvist efterhånden), finder arterieblodet (inkl. ilt og næring) andre veje ud til vævet. 
(Desuden livsstilsændringer og medicin som nævnt under Fontaines stadie 1.)
Gøres der ikke noget for at bremse åreforkalkningen risikerer man forværring og bevæger sig således over i næste stadie. 

### Fontaines stadie 3
Indebærer muskeliskæmi (iltmangel i muskulaturen) i hviletilstand. Kan være meget smertefuldt og nærmest umuliggøre mobiliteten. Det forekommer, at patienter i Fontaines stadie 3 må sove siddende med benene ned for at lindre smerterne i underekstremiteterne ( fordi tyngdekraften hjælper med at få det iltede blod ud til de yderste områder såsom tæerne).   
Smerterne skyldes, at karrene nu er så forsnævrede, at muskulaturen end ikke får ilt nok til ikke at bevæge sig, og der dannes altså mælkesyre selvom man ikke bevæger benene.  

### Fontaines stadie 4
Indebærer iskæmisk ulcus (sår pga. nærings- og iltmangel i huden), dvs. sår der opstår af sig selv, fordi huden "dør". Disse sår kan både være ophelede og aktive. Jo værre tilstanden bliver, risikerer man, at sårene ikke vil hele og at der før eller siden vil ske nekrose (vævsdød) og gangræn (koldbrand), som kan føre til amputation af det ramte område. 
Typisk vil tæerne rammes først, da de dels er længst væk fra hjertet, og dels fordi arterieforløbet distalt (yderst) på tæerne er langt mere sårbart. Også underben rammes ofte, når tillukningen er særligt fremskreden.

## Behandlere
Arteriel insufficiens kan have mange symptomer og følgevirkninger, og det behandles således af forskelligt sundhedspersonale, herunder sygehus-/plejehjemspersonale, privatpraktiserende læge, statsautoriseret fodterapeut, klinisk diætist, m.fl.